# تپه جعفرآباد ۳
تپه جعفرآباد ۳ مربوط به هزاره اول قبل از میلاد - سده‌های اولیه دوران‌های تاریخی پس از اسلام است و در شهرستان میانه، بخش مرکزی، دهستان اوچ تپه شرقی، ۷۰۰ متری شمال شرقی روستای متروکه جعفرآباد واقع شده و این اثر در تاریخ ۲۸ اسفند ۱۳۸۵ با شمارهٔ ثبت ۱۸۸۸۲ به‌عنوان یکی از آثار ملی ایران به ثبت رسیده است.